# 月球北极
月球北极是月球北半球上自转轴与月表的交会点。

月球勘测轨道飞行器拍摄的月球北极地区，照片中间为北极点。

月球北极是月球上的最北端，所处地理位置与月球南极截然相反。定义坐标为北纬 90°。在月球北极点所有的方向都指向南方；全部的经线都会聚于此，所以它的经度可以定义为任意值。

## 陨石坑
位于月球北极区（介于北纬60°至北极点之间）的主要陨石坑有：
阿伏伽德罗环形山、别利科维奇环形山、布利安生环形山、埃姆登环形山、伽莫夫环形山、戈尔德施米特环形山、埃尔米特环形山、约·赫歇尔环形山、默冬环形山、南森环形山、帕斯卡环形山、彼得曼环形山、菲洛劳斯环形山、普拉斯基特环形山、毕达哥拉斯环形山、罗日杰斯特文斯基环形山、史瓦西环形山、西尔斯环形山、索末菲环形山、斯特宾斯环形山、西尔维斯特环形山、泰勒斯陨石坑、范托夫环形山和威·邦德环形山。
以上月坑的尺寸大部分都在100公里以上，其中最大的是史瓦西环形山，其直径超过了211公里，而最小的是直径30.75公里的泰勒斯陨石坑，而距北极点最近的则是皮里环形山（位于它的北侧坑壁上）。

## 探索
美国私人持股公司-宇宙机器人技术公司（Astrobotic Technology）曾计划在2015年执行「破冰者任务」，但后来被推迟到2016年下半年。他们现在已与另外二个太空探索团队「Hakuto」與「AngelicvM」签约。确定通过搭载美国太空探索技术公司的「猎鹰9号」飞船，共同发射一辆月球车，并使用宇宙机器人技术公司的格里芬着陆器降落到月球表面，然后，所有团队将展开竞争，以实现各自的目标并最终赢取谷歌公司的太空探索奖（GLXP）。

## 另请参阅
- 月球殖民
- 月球勘测轨道飞行器
- 月面学
- 月球南极

## 参引资料
1. ↑  . Google Lunar XPRIZE.   [2016-09-16]. （原始内容存档于2017-11-21）.
2. ↑  . Space News.